# 林宝華
林 宝華（ピン音表記：リン・パウカ、英語表記：Lum Pao-Hua, 1906年3月11日 - 1965年7月18日）は、中華民国の男子テニス選手。

## 来歴
オーストラリア・メルボルン生まれの華僑で、中華民国国籍で活動した。彼は同じく華僑の選手であった許承基（1912年 - 1947年）、邱飛海（1901年 - 1936年）とともに、中国テニス史に大きな足跡を残した男子3強豪のひとりに数えられる。
林は1927年の全豪選手権で男子シングルスのベスト8に入り、中国人選手として4大大会男子シングルスの最高記録を持つ選手である。それから、1927年夏に上海で開催された第8回極東選手権競技大会（通称：極東オリンピック）のテニス競技で日本を破って優勝した。これらの活躍により、彼は中国スポーツ界に「テニス」を紹介する面で多大な貢献をした。1928年に「中華民国選手来朝」として日本を訪れたこともある。
林宝華は16歳からテニスを始め、オーストラリアの芝生（グラス）コートで技術を磨いた。1927年、彼は中国テニス史を通じて最初の偉業を2つ樹立する。1月下旬の1927年全豪選手権で、当時20歳の林は中国人選手として史上初のシングルス・ベスト8に入った。下記参考文献に挙げたブルース・マシューズ著『Game, Set and Glory: A History of the Australian Tennis Championships』（ゲーム・セット・栄冠－オーストラリア・テニス選手権の歴史）の16ページによれば、1927年の「オーストラリア選手権」はメルボルンの「クーヨン・スタジアム」で1月22日に開幕している。オーストラリア選手権の準々決勝で、林は地元オーストラリア人選手のジム・ウィラードに 2-6, 0-6, 4-6 のストレートで完敗した。これは今なお、中国人男子選手による4大大会男子シングルスの最高成績として残っている。
彼の名前がさらに有名になったのは、全豪選手権から半年後、1927年8月27日-9月3日にかけて上海で開かれた第8回極東選手権競技大会の団体優勝である。テニス競技の試合会場は「中華人倶楽部」という芝生コートであったため、オーストラリアの芝生でプレーしていた林宝華が中国チームのエースとして出場した。中国は順当に勝ち進み、決勝で日本と対戦した。日本代表選手は佐藤俵太郎、相沢久孝、松浦竹松、井上常一の4人が参加した。シングルス第1試合で、中国チームの邱飛海が相沢久孝をストレート（セットカウント3対0）で破ると、林は第2試合で佐藤をセットカウント3対2で振り切った。第3試合のダブルス戦でも、林と邱の組が日本の松浦＆井上組を2日間の日没順延試合で下し、こうして中国は第8回極東オリンピックのテニス競技を制した。
極東選手権優勝の翌年、林宝華は1928年4月に日本を訪れた。「中華民国選手来朝」として行われた試合では、青木岩雄が 6-0, 6-4 のストレートで林を下した。訪日の1か月後、林は1928年度のデビスカップ中国代表選手に選ばれ、アメリカ・カンザス州カンザスシティの「ロックヒル・テニスクラブ」に遠征した。中国チームは「アメリカン・ゾーン」1回戦でアメリカに全敗し、林はアメリカ代表選手から1セットも取れなかった。デビスカップには、8年後の1936年に2度目の出場をしている。この時は「ヨーロッパ・ゾーン」1回戦でフランスと当たり、林宝華と許承基のペアはマルセル・ベルナール＆ジャン・ボロトラ組に 1-6, 3-6, 6-4, 2-6 で敗れた。こうして、彼のデビスカップ中国代表戦績は「4戦全敗」に終わった。この後ウィンブルドン選手権に唯一の出場記録がある。
林は1933年に天津の女子テニス選手・梁佩瑜と結婚し、その後は天津でテニスを教えた。日中戦争の期間中は、中国を離れて海外に移った。終戦後は天津に帰り、1965年7月18日に香港で59歳で亡くなっているが、終戦後の様子については詳しい資料がほとんどない。